# Нина Мерседиз
Нина Мерседиз (енгл. Nina Mercedez), рођена као Марсија Виљаерал (шп. Marcia Villareal; Корпус Кристи, 10. новембар 1979), америчко-мексичка је порнографска глумица и режисерка, манекенка, плесачица, продуценткиња, фотографкиња, модна дизајнерка, агентица за таленте и веб-мастер.

## Детињство и младост
Рођена је у Корпус Кристију у Тексасу. Баба јој је Италијанка, отац Мексиканац астечког порекла.
Са 15 година била је манекенка за предузећа Волмарт (Walmart) и Таргет (Target), а касније је радила као фитнес-модел у часопису Muscular Development („Мишићни развој”).

## Каријера
Са стриптизом је почела када је имала 19 година. Надимак који је узела потиче од родног града њене мајке, Мерседиз у Тексасу. Касније је додала Нина како би себе боље рекламирала на интернету, јер потрага за онаквим називом углавном доводи до аутобомила Мерцедес-Бенц.
Ушла је филмску индустрију за одрасле након контактирања Стивена Херша (Steven Hirsch) и потписивања уговора са предузећем Вивид ентертејнмент (Vivid Entertainment). Четири године је искључиво ту радила. Једини изузетак од тога била је једномесечна паузу у септембру 2005. након што јој је уговор раскинут, али неочекивано касније обновљен. Њен први наступ био је са глумцем Маријем Росијем (Mario Rossi) у филму So I Married a Porn Star („Оженио сам се порно-звездом”), режисера Пола Томаса.
Допринела је књизи How to Have a XXX Sex Life: The Ultimate Vivid Guide, која је објављена 2004. године.
Напустила је Вивид јануара 2006. године и од тада ради као самозапослена.

## Медијски наступи
У октобру 2003. године, Нина се појавила у серији Skin, на америчкој телевизији Fox.
У августу 2006. године, Нина је дебитовала као колумниста часописа Girls of Lowrider, у својој колумни „Ask Nina” („Питајте Нину”) за савете о сексу и односима.

## Други подухвати

### У индустрији за одрасле
Септембра 2006, Нина покреће своју продукцијску кућу, Heartbreaker Films („Срцоломни филмови”), и потписује уговор о дистрибуцији са предузећем Larry Flynt Publications („Издања Ларија Флинта”). Наредног месеца прави се споразум са предузећем FunBox Mobile Corporation за прављење веб презентације намењену мобилним телефонима, где би биле слике, видео-снимци и Нинини савети о сексу.
Исте године, Нина покреће и локацију XXXSexCash.com. Пар година се одмарала па се вратила јула 2010. да се усредсреди на изградњу веб локације. Такође поседује и XXXFastPass, мрежу презентрација порно глумица и фотографски атеље Desperado Digital („Дигитални разбојник”).
Јануара 2011, Heartbreaker Films потписује уговор о дистрибуцији са предузећем Exile Distribution („Дистрибуција Изгнанство”) и 27. јула 2011. објављују филм Nina Mercedez: Popular Demand (у слободном преводу: Нина Мерседис: Често се тражи), где Нина први пут има сцену са двоструком пенетрацијом (видети Психопатологија нагона / Квалитативни поремећаји нагона / Поремећаји сексуалне преференције / Групни секс).
Дана 21. августа 2011, Нина и порнографска глумица Лекси Ламур (Lexi Lamour) у Лас Вегасу покрећу Feature Elite, агенцију за таленте за стриптиз-бизнис.

### Изван индустрије за одрасле
Дана 15. јуна 2013. године, Нина је покренула сопствену линију купаћих костима названу La Scorpia („Шкорпија”, што је њен хороскопски знак).
Такође поседује веб локацију CosplayStars.com, која даје њене и фотографије других порнографских глумица костимираних као ТВ/филмски/стрип-јунаци и сл.

## Филмографија
-{
- 2003: Where The Boys Aren’t 16: Dark Angels
- 2003: Driving Mercedez Wild
- 2004: Porno Valley (документарни)
- 2004: Satisfaction Guaranteed - Mercedez
- 2006: Who Do You Love?
- 2006: Virtual Sex with … Mercedez
- 2007: Where The Boys Aren’t 18
- 2007: Mercedez Takes Control
- 2008: Swimsuit Calendar Girls
- 2008: Busty Beauties: Breast Meat
- 2010: Net Skirts 4.0
- 2011: Popular Demand

}-

## Номинације и награде
-{
- 2001: Miss Nude North America
- 2001: Miss Nude International
- 2002: победница Adult Nightclub & Exotic Dancer Award - Exotic Dancer/Entertainer of the Year[27]
- 2002: Penthouse Golden G-String Award[27]
- 2003: Miss Nude Universe
- 2004: победница Adult Nightclub & Exotic Dancer Award - Exotic Dancer’s Adult Performer of the Year[28]
- 2006: номинација за AVN Award - Best Anal Sex Scene - Film
- 2007: номинација за AVN Award - Best Actress - Video
- 2007: F.A.M.E. Award Finalist - Hottest Body[29]
- 2008: F.A.M.E. Award Finalist - Favorite Breasts[30]
- 2008: номинација за AVN Award - Best All-Girl Sex Scene - Video
- 2009: номинација за AVN Award - Best All-Girl Group Sex Scene
- 2009: номинација за AVN Award - Best All-Girl 3-Way Sex Scene
- 2009: победница Fame Registry - Most Luscious Latina[31]
- 2011: победница Adult Nightclub & Exotic Dancer Award - Miss ExoticDancer.com of the Year[32]
- Latina Porn Awards - Performer of the Decade[33]

}-

## Галерија фотографија
- са колегиницама